# Stara Wieś (Bednary)
Stara Wieś – część wsi Bednary w Polsce położona w województwie łódzkim, w powiecie łowickim, w gminie Nieborów.
W latach 1975–1998 Stara Wieś administracyjnie należała do województwa skierniewickiego.